# Jaime Ayala (futbolista)
Jaime Ayala Jain (Tingambato Michoacán, México 16 de septiembre de 1990) es un futbolista mexicano que se desempeña en la demarcación de defensa.

## Trayectoria
Surgió desde las categorías interiores del Monarcas Morelia jugando en los equipos Sub-20 y de tercera y segunda división profesional sin lograr subir al primer equipo.
Tras esto fue mandado al equipo filial el Venados que militaba en la liga de ascenso, donde fue registrado para el Apertura 2010 donde haría su debut como profesional el 21 de agosto de 2010 en el empate sin tantos frente el Club Tijuana culminó su participación en el torneo disputando un total de nueve partidos ocho de ellos como titular marcó su primer y único gol con el club en la derrota de 3-2 frente al Club León partido de la jornada diez anotaría al minuto 27' llevando de forma parcial el 1-0.
Para el siguiente año fue mandado al Albinegros de Orizaba de segunda división donde estuvo un año y seis meses con el club finalizando su rendimiento con 29 partidos marcó su primer gol con la camiseta albinegra en el estrepitoso empate frente al Ocelotes de la UNACH marcando al minuto 28'.

## Clubes
| Club                  | País                | Año             | Partidos | Goles | Media |
| --------------------- | ------------------- | --------------- | -------- | ----- | ----- |
| Venados               | México              | 2010            | 9        | 1     | 0.11  |
| Albinegros de Orizaba | México              | 2011 - 2012     | 29       | 4     | 0.14  |
| Reynosa               | México              | 2012            | 13       | 2     | 0.15  |
| Cruz Azul Hidalgo     | México              | 2012 - 2014     | 26       | 1     | 0.04  |
| Atlético San Luis     | México              | 2014 - 2015     | 11       | 0     | 0     |
| Celaya                | México              | 2015 - 2016     | 27       | 2     | 0.07  |
| Tulsa Roughnecks      | Estados Unidos      | 2017            | 25       | 3     | 0.12  |
| Boyacá Chicó          | Colombia            | 2018 - 2019     | 30       | 0     | 0     |
| Total en su carrera   | Total en su carrera | 2010 - Presente | 170      | 14    | 0.08  |